# ادین مویچین
ادین مویچین (بوسنیایی: Edin Mujčin؛ زادهٔ ۱۴ ژانویهٔ ۱۹۷۰) بازیکن سابق فوتبال اهل بوسنی و هرزگوین است.
از باشگاه‌هایی که در آن بازی کرده‌است می‌توان به باشگاه فوتبال جف یونایتد ایچیهارا چیبا، باشگاه فوتبال دینامو زاگرب و باشگاه فوتبال لوکوموتیو زاگرب اشاره کرد.